# لندودنک
لندودنک (به انگلیسی: Landewednack) یک روستا و محله مدنی در بریتانیا است که در Cornwall واقع شده‌است. لندودنک ۹۰۶ نفر جمعیت دارد.